# Pane Toscano
Il Pane Toscano DOP  è una tipologia di pane tipica della regione Toscana, riconosciuta con il marchio di denominazione di origine protetta. Ciò che lo contraddistingue maggiormente è il fatto di essere completamente privo di sale e con un sapore della mollica leggermente acidulo.
La produzione di pane insipido, detto anche pane sciocco o sciapo, è peraltro diffusa anche in altre zone d'Italia, tra cui l'Umbria, la Tuscia Viterbese, le Marche, il Teramano, la Romagna Toscana ed alcuni comuni dell'Appennino bolognese prossimi al confine con la Toscana.

## Storia
La tradizione vuole che la mancanza di sale sia dovuta ad una disputa del XII secolo tra i pisani e i fiorentini. D'altra parte, nella zona umbra è diffusa la leggenda di un simile scontro tra il Papa e i perugini, anche se una ricerca sul pane senza sale a Perugia sembra smentire queste leggende.
Nel diciassettesimo canto del Paradiso della Divina commedia di Dante Alighieri, messer Cacciaguida profetizzò il futuro esilio del poeta toscano, descrivendo l'angoscia di chi dovrà mangiare il pane altrui, prodotto con il sale. Una prima testimonianza scritta sulla produzione di pane "sciocco", cioè senza sale, viene fornita già nel Cinquecento da Pierandrea Mattioli. Uno scritto del 1765 di Saverio Manetti riporta notizie circa la consuetudine toscana di non usare il sale durante la preparazione di questo particolare tipo di pane, oltre all'uso del lievito naturale, detto in Toscana formento, costituito da pasta inacidita che veniva conservata nella cosiddetta madia in mezzo alla farina. Non mancano, inoltre, testimonianze circa la centralità, nell’alimentazione dei mezzadri toscani dell’Ottocento, del pane preparato senza sale. Tale scelta era la naturale conseguenza dell’utilizzo del sale, visto il suo alto prezzo, principalmente per la conservazione della carne di maiale. Nel Novecento, Giuseppe Negri elogiò le fatiche del panettiere, facendo riferimento "all'insipido «filone» toscano". Alcuni scrittori successivi hanno narrato la bontà e la peculiarità di questo pane sciocco, dalla crosta croccante e dalla mollica morbida ma consistente.
Con la direttiva europea 2016/58/UE, pubblicata sulla Gazzetta ufficiale della Unione europea il 4 marzo dello stesso anno, il pane toscano ha ottenuto il riconoscimento DOP.

## Caratteristiche
Il disciplinare del Pane Toscano DOP prevede una pasta convenientemente lievitata preparata con farina di grano tenero tipo “0”, contenente il germe di grano, acqua ed esclusivamente lievito naturale (o anche detto lievito madre, conosciuto anche come pasta acida proveniente da una precedente lavorazione).
Altresì, il disciplinare definisce proporzioni e tempi, ma soprattutto stila l’identikit del pane toscano. La pezzatura denominata localmente filoncino ha forma romboidale ed un peso che varia da 450 a 550 grammi. La pezzatura denominata filone è di forma rettangolare con angoli smussati; il peso varia da 0,9-1,1 Kg, oppure 1,8-2,2 Kg.
La farina da utilizzare è quella di grano tenero. Per la preparazione è prevista la "tecnica della biga" o "primo impasto", utilizzato per la moltiplicazione del "lievito madre" opportunamente rinfrescato. Una volta preparata la "biga" questa viene lasciata riposare per almeno 8 ore. Al termine di questa fase l'impasto ottenuto è pronto per essere utilizzato quale agente lievitante per la produzione. È vietata l’aggiunta alla farina di qualsiasi tipo di additivo alimentare.
Ha crosta friabile e croccante che si riconosce per il colore nocciola scuro opaco. Al palato sapore sciapo e leggermente acidulo.
Il pane sciocco è spesso utilizzato anche sotto forma di crostini, ovvero piccole fette o dadi di pane scaldato al forno, arrostito o fritto. I crostini vengono serviti prevalentemente come antipasto, insieme a salumi o pesce, o come accompagnamento a zuppe e a primi piatti.